# Leiden Classical
Leiden Classical — проект добровольных вычислений на платформе BOINC. Проект предназначен для использования в учебных целях.
По состоянию на октябрь 2009 года были выполнены 7 учебных работ по термодинамике, квантовой химии, молекулярному моделированию и т. д. Среди работ есть как исследования, проводимые отдельными студентами, так и лабораторные работы, выполняемые всеми студентами группы.
Технически, проект представляет собой компьютерную библиотеку, используя которую можно создавать собственные приложения для моделирования систем, подчиняющихся законам классической механики. Так же в библиотеке есть функции, предназначенные для визуализации проводимого моделирования.
По состоянию на 25 октября 2011 года в проекте зарегистрировано 17 945 участников из 144 стран, на чьих компьютерах производятся вычисления. Из них активны 1 847.